# Confessió (religió)
|  | No s'ha de confondre amb Confessió religiosa. |

La confessió, en moltes religions, és el reconeixement dels propis pecats o errors.

## Hinduisme
En l'hinduisme, la confessió forma part de Prāyaścitta, un terme relacionat amb el dharma i es refereix a acceptar voluntàriament els propis errors, la confessió, el penediment, els mitjans de penitència i l'expiació per desfer o reduir les conseqüències kàrmiques.

## Islam
En l'islam, l'acte de buscar el perdó de Déu pels pecats anomenat Istighfar. La confessió dels pecats es fa directament a Déu i no a través de l'home; l'única excepció és quan la confessió a una persona és un pas necessari per compensar el dany causat.

## Judaisme
En el judaisme, la confessió és una part important per aconseguir el perdó dels dos pecats: contra Déu i contra l'home. Les confessions a Déu es fan comunalment. Durant el servei de Yom Kippur, els jueus confessen que "hem pecat". En qüestions que involucren delictes contra una altra persona, la confessió privada a la víctima és un requisit per obtenir el perdó de la víctima, que generalment és un requisit per obtenir el perdó de Déu. Si la víctima es nega a donar el perdó, el que ha fet el mal ho confessa públicament, davant un públic cada cop més gran. La confessió també es realitza al llit de mort, si és possible.

## Budisme
El budisme ha estat des dels seus inicis principalment una tradició de renúncia i monaquisme. Dins del marc monàstic (anomenat Vinaya) de la sangha, és obligatòria la confessió regular de la mala conducta a altres monjos.zh (Confession (Buddhism)) of wrongdoing to other monks is mandatory. En els textes budistes del Cànon Pali, els bhikkhu (monjos budistes) de vegades fins i tot confessaven la seva falta al mateix Buda. Aquesta part del Cànon Pali anomenada Vinaya requereix que els monjos confessin els seus pecats individuals abans de la convocatòria quinzenal per a la recitació del Pāṭimokkha.